# Włochatka (zwyczajna)
Włochatka (zwyczajna), sowa włochata (Aegolius funereus) – gatunek średniego ptaka drapieżnego z rodziny puszczykowatych (Strigidae).

## Występowanie
Zamieszkuje północnoeuropejską tajgę oraz górskie bory świerkowe. Spotkać ją też można w analogicznych strefach Ameryki Północnej. Do tej pory rozmieszczenie w Europie nie zostało w pełni poznane. W ostatnich kilkudziesięciu latach notuje się prawdopodobnie stopniowy rozrost areału występowania. Wzrasta też liczebność na obszarach dotychczasowego zasiedlenia. Sprawia to, że można ją czasem zauważyć bardziej na południu. Obecnie południowa granica zasięgu ciągłego przechodzi przez Europę Środkową, Azję Środkową, Mongolię i Chiny. Lokalnie występuje w Alpach, Pirenejach, Karpatach, Kaukazie i innych górach zachodniej, środkowej i południowej Europy, a także w północnej Turcji. To ptak głównie osiadły, częściowo nomadyczny lub wędrowny na niewielkie dystanse (głównie młode osobniki i samice z północnych populacji), co związane jest z dostępnością ofiar. Przeloty od marca do kwietnia oraz od września do listopada.
W Polsce bardzo nieliczny ptak lęgowy; występuje nierównomiernie, głównie w górach (Sudety i Karpaty) i na północy kraju (Puszcza Białowieska, Augustowska, Knyszyńska, Piska oraz Pomorze Gdańskie), nielicznie również w rozległych borach pasa nizin (Bory Dolnośląskie i kompleksy w woj. opolskim) i pojezierzy. Jeszcze niedawno uważano, że jest bardzo rzadką sową, ale coraz więcej jej stanowisk świadczy o rozszerzeniu areału. W latach 2008–2012 jej liczebność na terenie kraju szacowano na 1200–2400 par, te same wartości podano też dla lat 2013–2018. Przypuszczalnie jednak liczba aktywnych par lęgowych jest znacznie mniejsza, gdyż spora część aktywnych głosowo samców nie przystępuje do lęgów (lokalnie do 70%).

## Charakterystyka

### Cechy gatunku

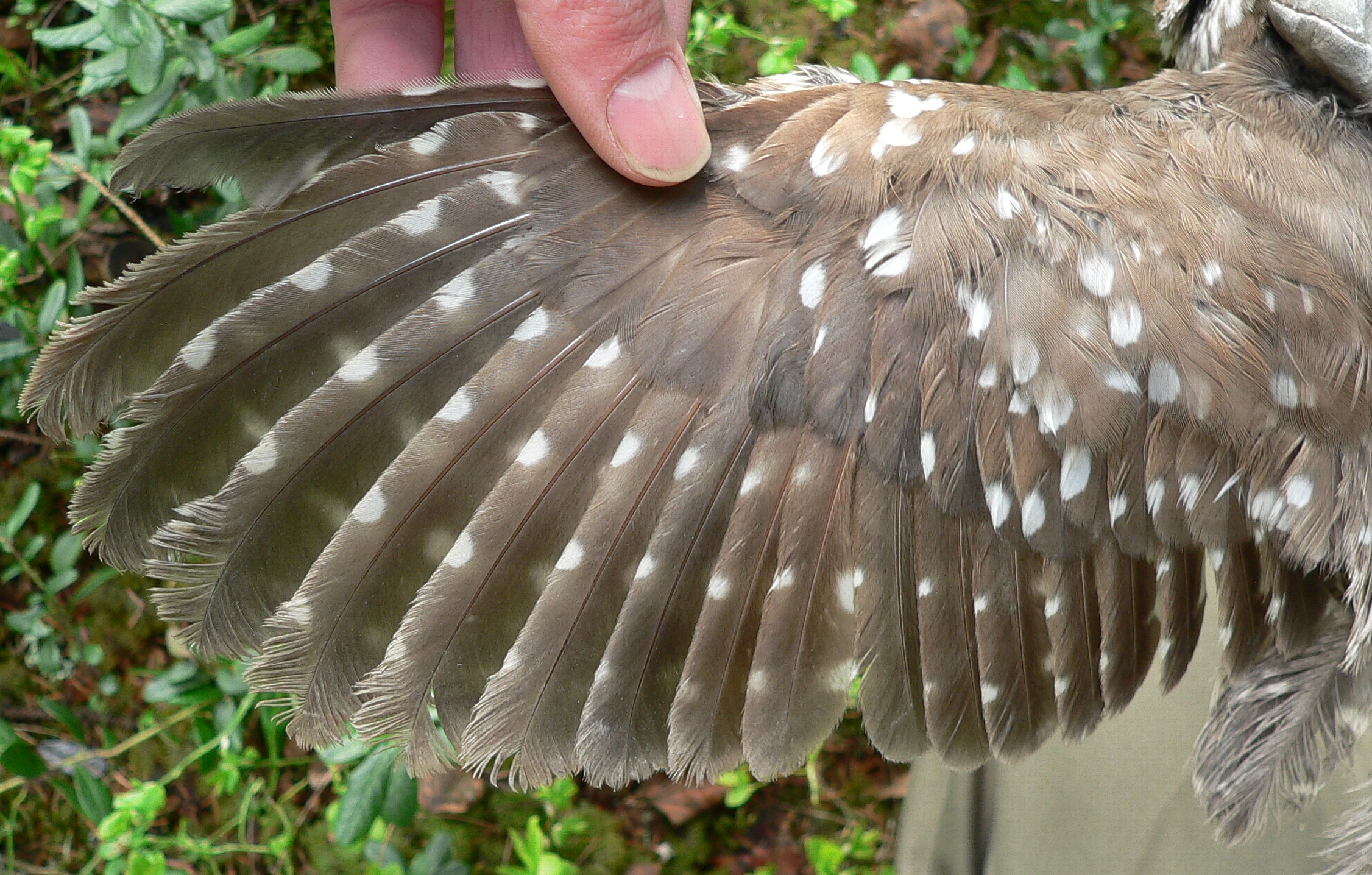
Lewe skrzydło włochatki, Finlandia

Mała sowa o zaokrąglonej sylwetce, dużej głowie i krótkim ogonie. Brak różnic w upierzeniu pomiędzy płciami, lecz samice większe od samców. Kolista szlara jest jasnoszara, ciemniejsza w pobliżu oczu i o czarnobrązowych brzegach. Wyraźnie widać białe, uniesione brwi. Jasnożółte tęczówki. Grzbiet oraz głowa brązowe, z brudnobiałymi, perłowatymi plamkami, które są większe na grzbiecie. Spód ciała biały z nieregularnymi rzędami szarobrązowych, podłużnych, rozmytych plam. Skrzydła i ogon brązowe z jasnymi plamkami. Nogi od skoku obficie biało opierzone aż po pazury, stąd wzięła się nazwa tej sowy. Młode ptaki różnią się ubarwieniem, są jednolicie rdzawobrązowe i pozbawione plam. Jedynie ich skrzydła i ogon mają białe kropki.
Pod względem upierzenia i rozmiarów przypomina pójdźkę, od której różni się bardziej kontrastową i jaśniejszą szlarą. Sama barwa upierzenia jest też wyraźniejsza. Obie sowy różnią się zachowaniem. Włochatka ma równy, prostoliniowy lot, a pójdźka falisty (gdy czatuje lub jest zaniepokojona, wykonuje też przysiady i skłony). Pod względem wielkości jest mniejsza od gołębia.

### Głos
Wiosną można usłyszeć terytorialny śpiew samca o charakterystycznym i bardzo melodyjnym „hu-hu-hu”. Samotne samce odzywają się tak przez całą noc do maja i czerwca.

### Wymiary średnie
długość ciałaok. 24–26 cm

rozpiętość skrzydeł55–62 cm

masa ciała90–194 g

## Biotop

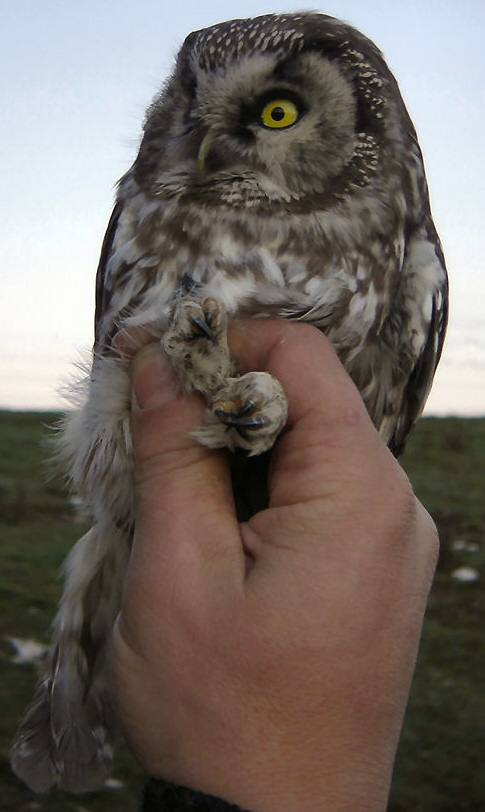
Włochatka ma dobrze opierzone pazury

Tajga i inne bory sosnowe, jodłowe lub świerkowe o bogatej strukturze. W Europie Zachodniej, np. we Francji, ze względu na brak odpowiednich drzewostanów zajmuje lasy liściaste, choć jeśli może to ich unika. Zasiedla też jednolite lasy świerkowe, gdzie powieszono budki lęgowe. W Polsce również zasiedla buczyny z domieszkami drzew iglastych, uprawy leśne, młodniki (miejsca schronienia za dnia), polany i zręby, ale i torfowiska czy doliny rzeczne, czyli okolice przestrzeni otwartych (tu żeruje). Nie wylatuje zwykle poza pas zwartych drzew. Jest zatem typowo leśną sową, która nawet zimą nie koczuje za pokarmem w większym oddaleniu od terenów lęgowych. Do rozrodu wymaga starodrzewi z dziuplami, najlepiej po dzięciole czarnym.

## Okres lęgowy

### Toki
Rytmiczne pohukiwanie samca, który nawołuje samicę, by razem z nią założyć gniazdo, jest znakiem rozpoczęcia przez te ptaki okresu godowego. To powtarzane rytmicznie „pu pu pu”. Rytuał uzupełnia powtarzane wchodzenie do wybranej dziupli. Samiec składa też wybrance prezenty, złowioną zdobycz, którą są najczęściej drobne leśne gryzonie. Tworzy przeważnie monogamiczne pary, ale w latach obfitujących w zdobycz samce mają więcej partnerek.

### Gniazdo
To wyspecjalizowane dziuplaki. Lęgną się w opuszczonej dziupli starego drzewa dzięcioła czarnego lub rzadziej w większych budkach lęgowych, których otwór wejściowy ma średnicę 8–10 cm. Zaobserwowano, że wieszanie budek zwiększało liczebność tych sów na danym terenie. Nie buduje nigdy gniazd.

### Jaja

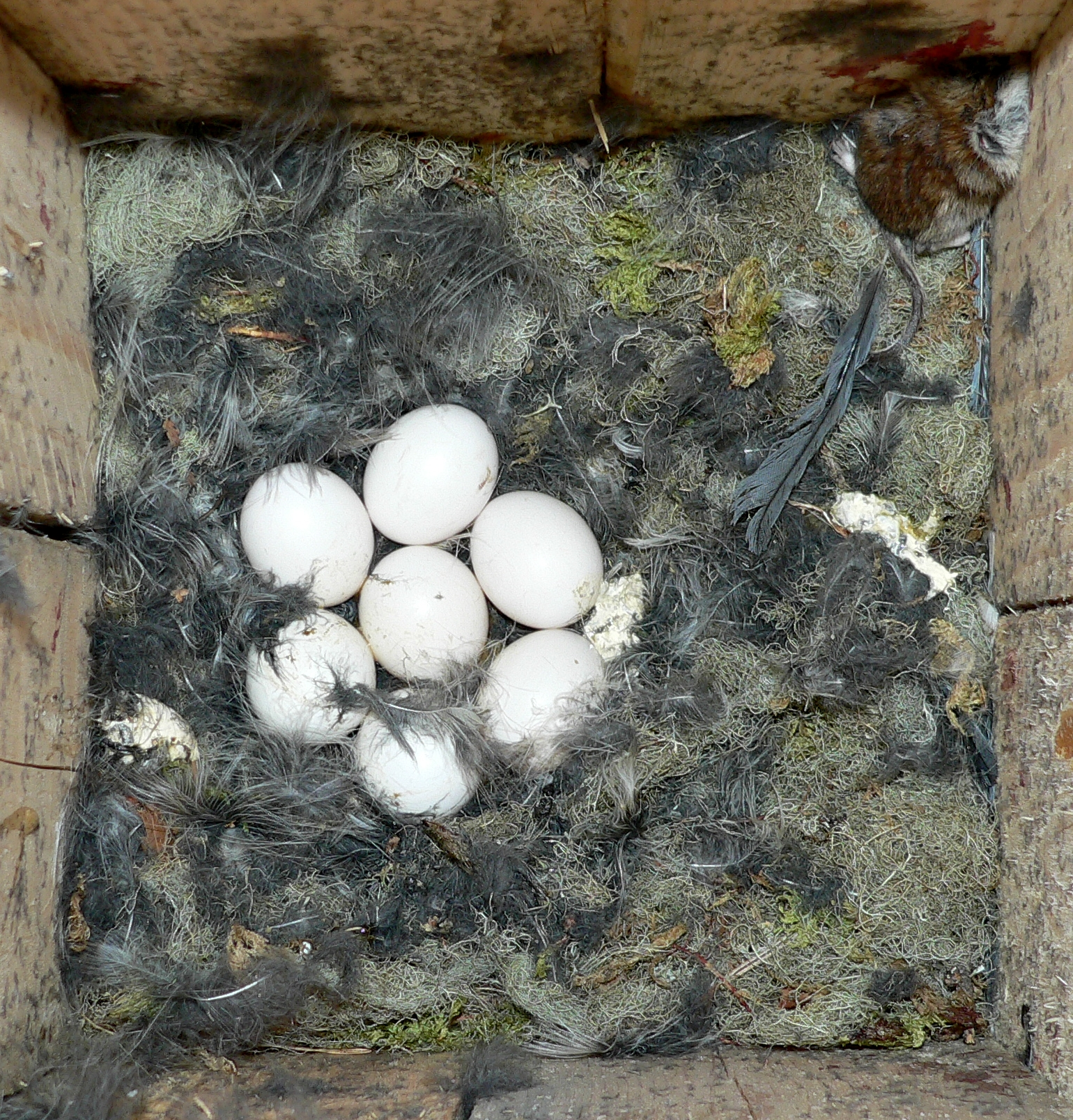
Gniazdo z jajami w budce lęgowej

Jeden lęg w roku (wyjątkowo 2 w latach masowego pojawu gryzoni), w marcu–maju samica składa 2 do 7 białych jaj. W latach bardzo ubogich w gryzonie może nawet nie przystąpić do rozrodu.

### Wysiadywanie
Jaja wysiadywane są przez okres 26 do 28 dni przez samicę. Matka zajmuje się też wychowywaniem potomstwa, a samiec w tym czasie przynosi im świeży pokarm. Pisklęta opuszczają gniazdo po około 30–35 dniach. Oboje rodzice nadal je jednak dokarmiają w pobliżu gniazda przez kilka następnych tygodni.

## Pożywienie
Gryzonie, drobne ptaki do wielkości drozdów i owady. Na ptaki poluje jednak rzadko (czasem też na pisklęta), a w sezonie lęgowym najczęściej na myszy, norniki i nornice.
Polowania z zasiadki urządza tylko nocą. Atakować może zarówno z gałęzi, jak i na ziemi. Zdarza się jej siadywać na otwartych terenach takich jak polany, łąki śródleśne, zręby, czyli tam, gdzie myszy liczniej występują. Gdy szuka zdobyczy w locie, bardzo dokładnie potrafi ją zlokalizować dzięki wyjątkowej umiejętności słuchu (choć i wzrok ma dobry). Po schwytaniu ofiarę zabija szponami. Włochatkę widywano też, jak wyszukiwała w gałęziach i dziuplach młodych innych gatunków ptaków. Może gromadzić zapasy, na zimę lub w okresie lęgowym dla młodych, w przypadku obfitości pokarmu. W wybranej dziupli można znaleźć niekiedy dużą ilość upolowanych ofiar. Mimo iż włochatka jest ptakiem drapieżnym, to ma naturalnych wrogów, szczególnie w nocy. Polować na nią może puszczyk, puchacz i puszczyk uralski. Sprawia to, że unika ich rewirów łowieckich i zasiedla inne obszary. W dzień przebywa w ukryciu, zwykle w dziupli, ale zachowuje czujność. Gdy słyszy skrobanie wspinającej się po pniu kuny, wygląda na zewnątrz i w razie potrzeby ucieka przed napastnikiem.
Po wypluwkach można rozróżnić włochatkę od pójdźki. Zawierają bowiem sierść z niestrawionymi częściami pokarmu. Wypluwki pójdźki przez to, że są w nich resztki po owadach, przyjmują bardziej okrągłą formę.

## Status i ochrona
Międzynarodowa Unia Ochrony Przyrody (IUCN) uznaje włochatkę za gatunek najmniejszej troski (LC – Least Concern) nieprzerwanie od 1988 roku. Liczebność światowej populacji w 2004 roku szacowano na ponad 1,7 miliona osobników. Globalny trend liczebności populacji uznawany jest za stabilny.
W Polsce podlega ścisłej ochronie gatunkowej, wymaga ochrony czynnej. Na Czerwonej liście ptaków Polski została sklasyfikowana jako gatunek bliski zagrożenia (NT – Near Threatened). Sowie tej zagraża utrata naturalnych siedlisk, a najbardziej wycinanie starodrzewi.

## Podgatunki
Wyróżniono kilka podgatunków włochatki:
- A. funereus beickianus Stresemann, 1928 – północno-zachodnie Indie, północno-środkowe Chiny (północno-wschodnia część prowincji Qinghai)
- A. funereus caucasicus (Buturlin, 1907) – północny Kaukaz (Rosja)
- A. funereus funereus (Linnaeus, 1758) – Europa od Skandynawii po Pireneje i na wschód po Ural
- A. funereus magnus (Buturlin, 1907) – północno-wschodnia Syberia po Kamczatkę
- A. funereus pallens (Schalow, 1908) – zachodnia i południowa Syberia
- A. funereus richardsoni (Bonaparte, 1838) – Alaska, Kanada po Labrador, północne i zachodnie USA (na południu aż po północny Nowy Meksyk)
- A. funereus sibiricus (Buturlin, 1910) – południowo-wschodnia Syberia, północno-wschodnie Chiny. Takson proponowany, część systematyków nadal wlicza tę populację do podgatunku pallens[2].